# Tobias Baur
Tobias Baur (* 7. April 1997) ist ein deutsch-schweizerischer Freestyle-Skier. Er startet in der Disziplin Skicross.

## Werdegang
Tobias Baur wuchs in Bernau im Schwarzwald auf. Er war Mitglied beim SZ Bernau. Sein Debüt im Europacup hatte er am 26. November 2016 im Pitztal, dort belegte er den 78. Platz. Im Weltcup startete er am 6. Dezember 2019 in Val Thorens das erste Mal, noch für das deutsche Team. Dort erreichte er den 52. Platz. Trotz bemerkenswerter Resultate wurde er 2020 aus dem Kader aussortiert. Da er dank seiner Grossmutter auch einen Schweizer Pass besitzt, kam eine Anfrage aus der Schweiz. Seitdem ist er im Skiclub Arosa aktiv und startet für die Schweiz. Der Deutsche Skiverband hat immerhin auf die einjährige Sperre verzichtet, die durch den Wechsel gedroht hätte.
Am 6. März 2021 wurde Tobias Baur in Lenk Schweizer Meister. Er siegte vor dem mehrmaligen Weltcupsieger Ryan Regez und dem Weltmeister Alex Fiva. Es war sein erster offizieller Start als Schweizer.
Am 20. Dezember 2021 erreichte er in Innichen als 3. seinen ersten Podestplatz im Weltcup.

## Erfolge

### Weltcup
Baur errang im Weltcup bisher zwei 3. Plätze.

Weltmeisterschaften
Engadin 2025: 17. Skicross

### Weltcupwertungen
| Saison  | Gesamt | Gesamt | Skicross | Skicross |
| Saison  | Platz  | Punkte | Platz    | Punkte   |
| ------- | ------ | ------ | -------- | -------- |
| 2019/20 | 251    | 1,18   | 53       | 13       |
| 2020/21 |        |        | 19.      | 159      |
| 2021/22 |        |        | 27.      | 121      |
| 2023/24 |        |        | 23.      | 201      |

### Schweizer Meisterschaft
- 2021 1. Platz
- 2022 4. Platz
- 2023 3. Platz